# Pinguicula clivorum
Pinguicula clivorum är en tätörtsväxtart som beskrevs av Standley och Steyerm.. Pinguicula clivorum ingår i släktet tätörter, och familjen tätörtsväxter. Inga underarter finns listade i Catalogue of Life.